# Parasmittina dependeo
Parasmittina dependeo är en mossdjursart som beskrevs av Tilbrook 2006. Parasmittina dependeo ingår i släktet Parasmittina och familjen Smittinidae. Inga underarter finns listade i Catalogue of Life.